# Doville
 Doville  es una comuna y población de Francia, en la región de Baja Normandía, departamento de Mancha, en el distrito de Coutances y cantón de La Haye-du-Puits.
Su población en el censo de 1999 era de 256 habitantes.
Está integrada en la Communauté de communes de la Haye-du-Puits.

## Demografía
| 271 | 270 | 266 | 247 | 253 | 256 |
| Para los censos de 1962 a 1999 la población legal corresponde a la población sin duplicidades (Fuente: INSEE [Consultar]) |     |     |     |     |     |